# コビリン酸(II)-a,c-ジアミドレダクターゼ
コビリン酸(II)-a,c-ジアミドレダクターゼ(cob(II)yrinic acid a,c-diamide reductase)は、ポルフィリンおよびクロロフィル代謝酵素の一つで、次の化学反応を触媒する酸化還元酵素である。
2 コビリン酸(I)-a,c-ジアミド + FMN + 2 H+ {\displaystyle \rightleftharpoons } 2 コビリン酸(II)-a,c-ジアミド + FMNH2
この酵素の基質はコビリン酸(I)-a,c-ジアミドとFMNで、生成物はコビリン酸(II)-a,c-ジアミドとFMNH2である。
この酵素は酸化還元酵素に属し、フラビン類を受容体として金属イオンを特異的に酸化する。組織名はcob(I)yrinic acid-a,c-diamide:FMN oxidoreductaseで、別名にcob(II)yrinic acid-a,c-diamide:FMN oxidoreductase (incorrect)がある。